# Hamilton Paul Traub
Hamilton Paul Traub (18 de junho de 1890 - 14 de julho de 1983) foi um botânico americano. Especializou-se no estudo de Amaryllidaceae. Ele também fez estudos de horticultura com feijão. Dr Traub foi um dos membros fundadores da American Amaryllis Society (agora International Bulb Society) em 1933, e por muito tempo o editor de sua publicação anual, também chamada de Year Book, American Amaryllis Society, Herbertia and Plant Vida. Anuário Amarílis.

## Tratamento sistemático de Amaryllidaceae
Subfamílias (4)
1. Allioideae 4 tribos
2. Hemerocalloideae 1 tribo: Hemerocalleae
3. Ixiolirioideae 2 tribos
4. Amarylloideae (2 infrafamílias: Amarylloidinae 12 tribos, Pancratioidinae 4 tribos)

## Publicações selecionadas
- Traub, H.P. (1958). The Amaryllis Manual. New York: Macmillan. Consultado em 30 de novembro de 2013
- Traub, H.P. (1963). Genera of the Amaryllidaceae. La Jolla, California: American Plant Life Society
- Traub, H. P. (1967). «Review of the genus Nerine Herb.». Plant Life. 3: 3–32
- Traub, Hamilton P (1968). «The subgenera, sections and subsections of Allium L.». Plant Life. 24: 147–163
- An introduction to Herbert's Amaryllidaceae, etc. 1837: And related works. 1970. Ed. Cramer. 93 pp.
- Traub, H.P. (1980). «The Subgenera of the Genus Amaryllis». Plant Life. 36: 43–45
- Traub, H. P. (1982). Order Alliales. Pl. Life 38: 119–132.